# ByLock
ByLock war eine App, die es anonymen Benutzern ermöglichte, verschlüsselte Nachrichten zu senden. 2014 wurde sie in Google Play und App Store den Nutzern zur Verfügung gestellt. Türkische Behörden verdächtigen „ByLock“-Nutzer, Anhänger der Gülen-Bewegung zu sein, die die Regierung für den Putschversuch vom Juli 2016 verantwortlich macht.

## Beziehung zur Gülen-Bewegung
Nach dem Putschversuch vom 15. Juli 2016 stellte sich heraus, dass sich die Putschisten und Mitglieder der Gülen-Bewegung über ByLock trafen. Nach dem Putsch wurde die ByLock-Software als Beweismittel in Klagen gegen Mitglieder der Gülen-Bewegung verwendet. Laut ByLock-Bericht der National Intelligence Organization wurde die ByLocks Datenbank vom MIT beschlagnahmt und es gab keine Verschlüsselung auf der Serverseite, außer dass die Benutzerpasswörter mit MD5 zusammengefasst wurden.  Es stellte sich heraus, dass der Entwickler türkische IP-Adressen blockierte, um Benutzer zu zwingen, VPN zu verwenden.
Die Verwendung von ByLock, das auf dem Handy der Angeklagten installiert war, um ihre Mitgliedschaft in der Gülen-Bewegung zu belegen, wurde von vielen Journalisten und Anwälten kritisiert. Die Türkei hat 10.000 Gerichtsakten erneut geprüft, da einige Benutzer die Anwendung möglicherweise ohne eigenen Willen installiert haben.

## Presse
Laut regierungsnahen türkischen Medien soll der Messenger-Dienst von Anhängern der Gülen-Bewegung benutzt worden sein, um verschlüsselt miteinander zu kommunizieren. Nach dem gescheiterten Putschversuch im Juli 2016 wurden Gülen-Anhänger von der türkischen Regierung verfolgt und mittels der App Bylock lokalisiert. Tausende wurden verhaftet und verurteilt. Der Europäische Gerichtshof für Menschenrechte stellte in einem Urteil im Jahr 2023 fest, dass die Nutzung der App nicht ausreicht, um eine Person als Mitglied einer verbotenen Gruppe zu verurteilen.